# Poděvousy
Poděvousy település Csehországban, a Domažlicei járásban. Poděvousy Buková, Hlohovčice, Srbice és Čermná településekkel határos. Lakosainak száma 242 fő (2024. január 1.).

## Népesség
A település lakosságának változását az alábbi diagram mutatja:
| Lakosok száma | 346  | 396  | 484  | 357  | 293  | 226  | 250  | 238  | 231  | 242  |
|               | 1869 | 1900 | 1921 | 1961 | 1980 | 2011 | 2016 | 2019 | 2021 | 2024 |